# Kepler-57
Kepler-57 é uma estrela do tipo G localizada a cerca de 1859 anos-luz (570 pc) de distância a partir da Terra, na constelação de Cygnus. Essa estrela tem uma massa de 0,83 massa solar, um raio de 0,73 raio solar e uma temperatura de 5145 kelvin. O sistema planetário Kepler-52 tem, pelo menos, dois planetas extrassolares.

## Sistema planetário
Kepler-57 possui dois planetas extrassolares confirmados orbitando a estrela. Estes candidatos a planetas foram descobertos pelo telescópio espacial Kepler. Periódicas variações de tempo do trânsito planetário confirma a natureza planetária desses objetos.